# Faide entre Sichaire et Chramnesinde
 (novembre 2024).
La faide entre Sichaire et Chramnesinde est une vendetta qui s'est déroulée au VIe siècle en Gaule entre les parentèles respectives de Sichaire et de Chramnesinde. La faide est rapportée par l'évêque et chroniqueur Grégoire de Tours dans ses Dix livres d'histoires.

## Déroulement

### Textes, cités par Philippe Depreux

#### Gregorii episcopi Turonensis Libri historiarum X, p. 366-368 (VII. chapitre 47)
| C'est alors que de violentes guerres civiles (bella ciuilia) éclatèrent entre les citoyens (ciues) de Touraine. En effet, alors que Sichaire, fils de feu jean, célébrait la solennité de Noël dans le bourg (uicus) de Manthelan avec Austregisèle et d'autres habitants du pays, le prêtre envoya un serviteur (puer) pour inviter quelques-uns de ces hommes à venir boire dans sa maison. A l'arrivée du serviteur, l'un de ceux qui étaient invités, ayant dégainé son épée, ne craignit pas de frapper de dernier, qui tomba sur le champ et mourut. Lorsque Sichaire, qui était lié d'amitié avec le prêtre (qui amicitias cum presbitero retinebat), approt que le serviteur de celui-ci avait été tué, il prit ses armes, se rendit à l'église et y attendit Austregisèle. Quant à ce dernier, ayant appris la chose, il se saisit de son fourniment d'armes et se dirigea contre lui. Dans la mélée générale, alors que les deux parties s'entrechoquaient, Sichaire fut arraché d'entre les clercs et s'enfuit jusque dans sa villa en laissant dans la maison du prêtre, outre de l'argent et des vêtements, quatre serviteurs blessés. Une fois Sichaire enfui, Austregisèle fit de nouveau intrusion et, après avoir tué les serviteurs, déroba l'or, l'argent et les autres objets. À la suite de cela, ils se mirent d'accord au tribunal des citoyens (cum in iudicio ciuium conuenissem) et il fut décidé (praeceptum esset) qu'Austregisèle, qui était coupable d'homicide et, après avoir tué les serviteurs, s'était emparé des biens par violence sans aucune décision juridique (sine audientia), serait condamné à la peine légale (censura legali). L'accord ayant été conclu (inito placito), Sichaire appris quelques jours plus tard que les choses dont Austregisèle s'était emparé se trouvaient retenues par Aunon et son fils, ainsi que son frère Eberulf. Négligeant l'accord (postposito placito), il s'adjoignit Audin et, mettant la violence en branle (mota seditione), se jeta nuitamment sur eux avec des hommes armés; violant la demeure où ils dormaient, il tua le père, son frère et son fils et, après avoir tué les serviteurs, il s'empara de leurs biens ainsi que de leur bétail. Apprenant cela, nous en fûmes vivement affecté; nous étant adjoint l'officier public (iudex), nous leur envoyâmes une députation afin que, venant en notre présence et ayant accepté de régler leur affaire par la voie judiciaire (accepta ratione), ils se retirent en paix, de sorte que la querelle (iurgium) n'aille pas en s'amplifiant. Ils vinrent et, les citoyens s'étant rassemblées, je dis "Hommes, n'allez pas plus avant dans les crimes, de peur que le mal ne s'étende. Nous avons déjà perdu plusieurs fils de l'Eglise, nous craignons d'en perdre encore d'autres dans ce procès (intentio). Soyez, je vous prie, pacifiques; et que celui qui a fait le mal compose, eu égard au lien de charité qui vous unit (qui malum gessit, stante caritate, conponat), pour que vous soyez des fils pacifiques dignes d'obtenir le royaume de Dieu, par la grâce du Seigneur. En effet, Lui-même dit : 'Bienheureux les pacifiques, parce qu'ils seront appelés fils de Dieu' (Mt. 5, 9). Voyez! Puisque les ressources de celui qui est soumis à réparation (noxae subditur) sont faibles (minor est facultas), il est racheté (redemitur) avec l'argent de l'Eglise; qu'au moins l'âme de cet homme ne périsse pas!" Et, disant cela, j'apportai l'argent de l'Eglise; mais la partie de Chramnesinde, qui voulait venger le mort (mortem requirebat) de son père, de son frère et de son oncle, refusa de l'accepter. [Après cela, Sichaire, qui veut se rendre auprès du roi (Sicharius iter, ut ad regem ambularet, praeparat) est agressé par l'un de ses servi; le bruit court qu'il est mort]. En entendant cela, Chramnesinde, ayant averti ses parents et amis (commonitis parentibus et amicis), se rend en toute hâte dans la maison de celui-ci. Après avoir pillé et tué de nombreux esclaves, il détruisit par le feu toutes les maisons, tant celle de Sichaire que celles de tous les autres hommes qui avaient des parts de cette villa (qui participes huius uillae erant), emportant avec lui le bétail et tout ce qu'il pouvait mettre en mouvement. Ensuite de quoi, les parties, conduites jusqu'à la cité par l'officier public (iudex), exposent à haute voix chacune leur cause; il fut décidé (inuentum est) par les juges (iudices) que celui qui, refusant d'abord de recevoir la composition (compositio), avait mis l'incendie à la maison perdrait la moitié du prix (praetium) qui lui avait été adjugé et - ceci a été fait contrairement à la loi, pour qu'ils soient tout de même rendus pacifiques - que Sichaire acquitterait l'autre moitié de la composition. Alors, il versa à titre de compensation l'argent donné par l'Eglise et reçut un acte de sécurité (accepta securitate), chacune des parties ayant prêté serment à l'autre que plus personne n'entreprendrait rien contre l'autre. Et c'est ainsi que la dispute (altercatio) prit fin. |

#### Gregorii episcopi Turonensis Libri historiarum X, p. 432-434 (IX. chapitre 19)
| Comme Sichaire, appesanti par le vin, déblatérait beaucoup contre Chramnesinde, on prétend qu'il lui aurait dit pour finir : "Tu dois me rendre de grandes grâces, ô très cher frère, pour avoir tué tes parents; car grâce à la composition que tu as reçue, l'or et l'argent surabondent dans ta maison et tu serais dépouillé de tout et dans l'indigence si cette chose ne t'avait requinqué". En entendant cela, l'autre accueillit avec amertume les propos de Sichaire et déclara dans son for intérieur : "Si je ne venge pas le meurtre de mes parents, je ne mériterai plus de porter le nom d'homme, mais d'être appelé une faible femme". Aussitôt donc ayant éteint les luminaires, il tranche la tête de Sichaire avec une scie. Celui, ayant poussé un faible cri au terme de sa vie, tomba et mourut. |

### Commentaire
(novembre 2024).

#### Acteurs
Les deux protagonistes font partie des élites tourangelles, plus précisément de la haute noblesse (« hoher Adel ») selon R. Wenskus, qui refusait le wergeld. Mais M. Weidemann y voit plutôt la classe moyenne (« Mittelschicht »). Sichaire est un ami du prêtre du vicus de Manthelan, a des esclaves et jouit de la protection du roi (Grégoire de Tours dit qu'il est dépendant de la reine Brunehaut, qu'il était in eius uerbo).

#### Nature du conflit
Peter Sawyer note qu'on a parfois déclaré à tort comme faide ce qui n'était qu'une vengeance personnelle. Grégoire de Tours, dans ses Dix livres d'histoires parle d'une « guerre civile » à l'échelle de la Touraine, mot qu'il utilise à plusieurs reprises dans des contextes assez différents les uns des autres. Martin Heinzelmann considère que Grégoire de Tours « exagère avec démesure » en utilisant cette expression. L'utilisation de ce terme serait un moyen de dépeindre la faiblesse humaine, au moyen d'un récit exemplaire.

#### Evènements
John Michael Wallace-Hadrill décompose en 1959 la faide en trois parties : il y a d'abord un menace d'hostilité entre les parentèles, puis l'hostilité déclarée, et enfin la négociation pour une fin acceptable, sans que la violence soit inévitable.
Les évêques ont eu un rôle de pacificateur.
Le meurtre du messager du prêtre n'est pas clair, et Grégoire de Tours ne l'explique pas, et il ne dit pas non plus qui a frappé le messager.
Entre la première partie du conflit et le rebondissement final, Sichaire et Chramnesinde multipliaient les déclarations d'amitié : ils partageaient leurs repas, dormaient ensemble, etc.

## Historiographie

### Traduction
G. Monod en 1886 et Numa Denis Fustel de Coulanges en 1887 font partie des traducteurs de ce passage et ont été au cœur d'une controverse qui montre les clivages pendant la « naissance de l'histoire scientifique au XIXe siècle ». Michel Rouche déclare qu'aucune traduction jusqu'à aujourd'hui n'est « totalement satisfaisante ».